# Dianne Chandler
Dianne Chandler (Berwyn (Illinois), 31 de diciembre de 1946) es una modelo estadounidense que fue Playmate del Mes y Conejita de Playboy para la revista Playboy. Fue Miss septiembre 1966; fue fotografiada por Pompeo Posar.